# Helmkreuz in Großschwarzenlohe

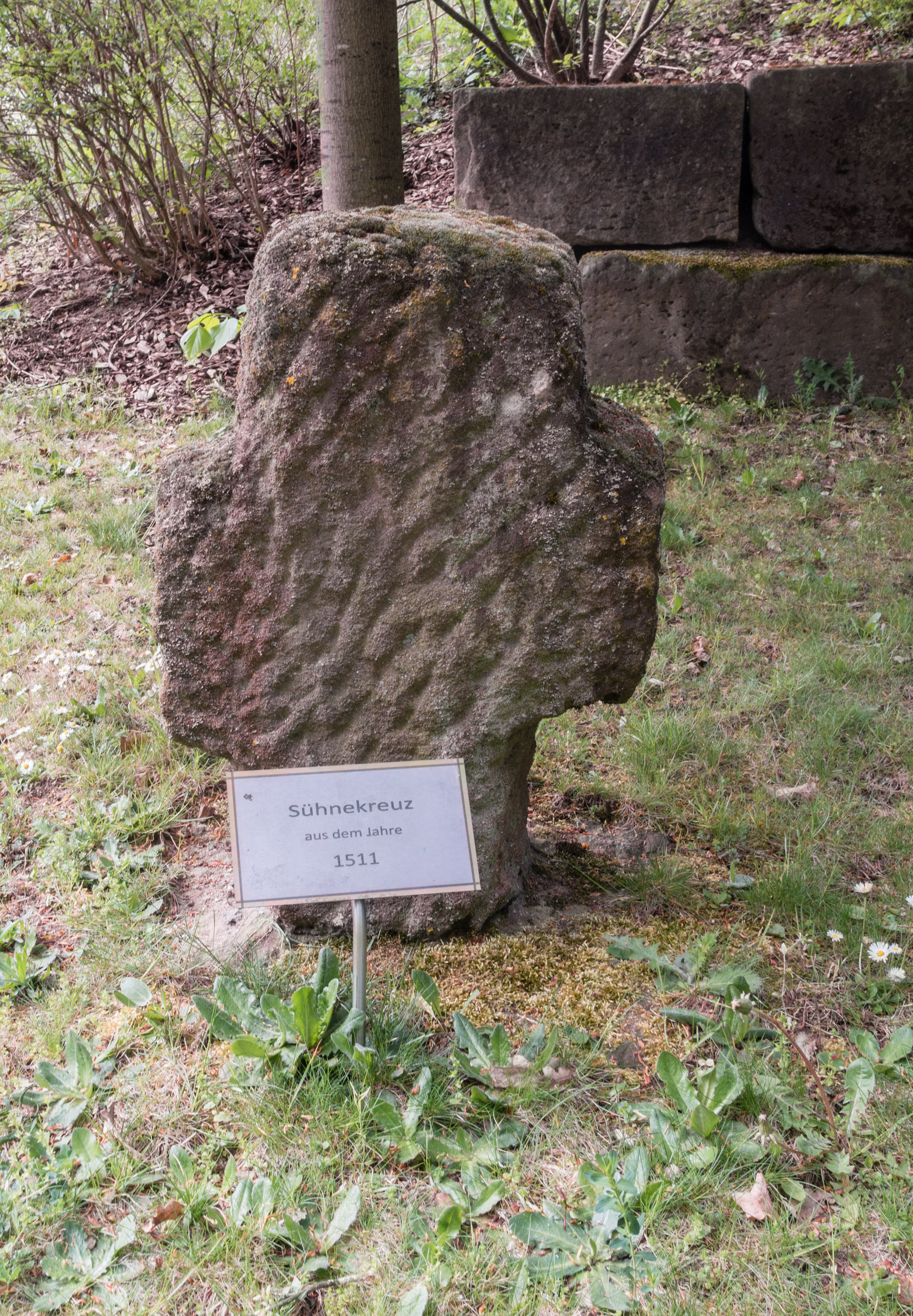
Helmkreuz in Großschwarzenlohe im Mai 2020

Das Helmkreuz in Großschwarzenlohe ist ein historisches Steinkreuz in Großschwarzenlohe, einem Ortsteil des Marktes Wendelstein im mittelfränkischen Landkreis Roth in Bayern.

## Beschreibung

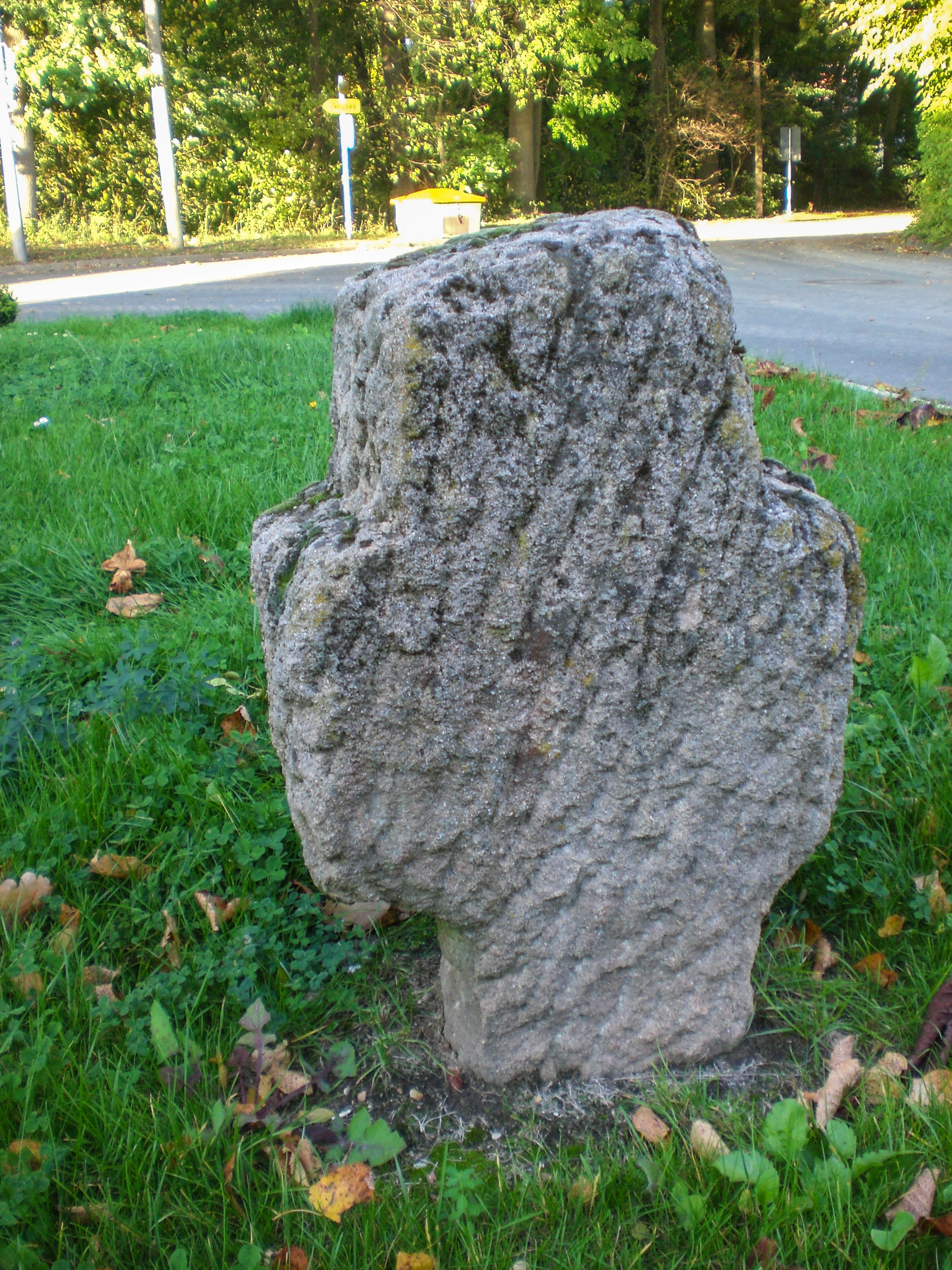
Rückseite

Das Sühnekreuz befindet sich am westlichen Ortsrand von Großschwarzenlohe. Es steht dort in einer kleinen Grünanlage vor dem Anwesen Schaftnacher Weg 7. Es ist ein kleines, gering verwittertes Steinkreuz in lateinischer Form. Das Kreuz besteht aus Sandstein und wurde bei einer unsachgemäßen Restaurierung scharriert und erheblich verkleinert. Es hat heute (2020) die Abmessungen 70 × 49 × 28 cm. 1933/34 lauteten die Größenangaben, Höhe 70 cm und Breite 60 cm. Auf einem Foto von 1933 war noch ein eingeritztes Kreuz und auf einem weiteren Foto von 1977 nur ein abgeschlagener Arm erkennbar.
Das Kreuz wurde von seinem ursprünglichen Standort (49° 20′ 20,08″ N, 11° 6′ 44,46″ O) versetzt. Am heutigen Standort ist eine Tafel mit der Aufschrift „Sühnekreuz aus dem Jahre 1511“ aufgestellt.
Das Kreuz steht dort in Gesellschaft zu einem Kriegerdenkmal und einem Bildstock.

## Geschichte
Seinen volkstümlichen Namen Helmkreuz hat es von einem Conz Helm. Laut urkundlichen Nachrichten wurde hier von den Brüdern Hans und Jörg Zwickel von der Sorg an Conz Helm von Schwand ein Mord begangen. Die beiden Täter verglichen sich am 12. Dezember 1511 mit dem Markgrafen und dem Sohn des Ermordeten und mussten ein Sühnekreuz aufstellen.
Eine weitere Sage berichtet, dass am alten Standort ein Sinti und Roma begraben sein soll.
Es wird von Zeitzeugen berichtet, dass der Stein umgefallen war und während Brückenbauarbeiten am Lohbach 1907 unter der Regie des damaligen Bürgermeisters Müller wieder aufgerichtet wurde. Unter dem Stein fand man das Skelett eines großen Mannes mit einem Messer in der Brust. Die Gebeine wurden zwecks Bestimmung des Alters zur Universität Erlangen geschickt und danach wieder hier begraben. Das Messer nahmen die Arbeiter mit und gilt als verschollen.

## Martersäule

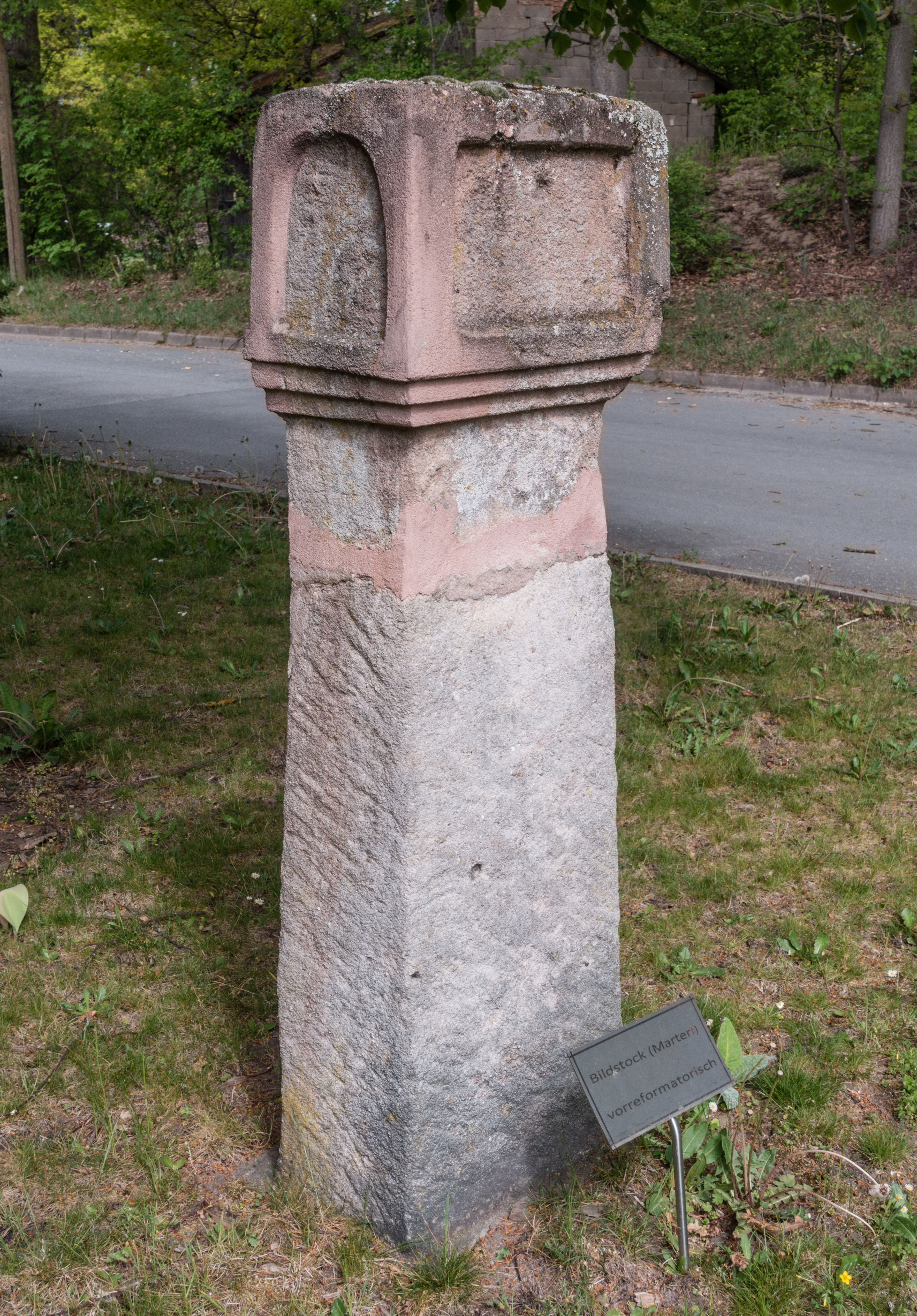
Bildstock im Mai 2020

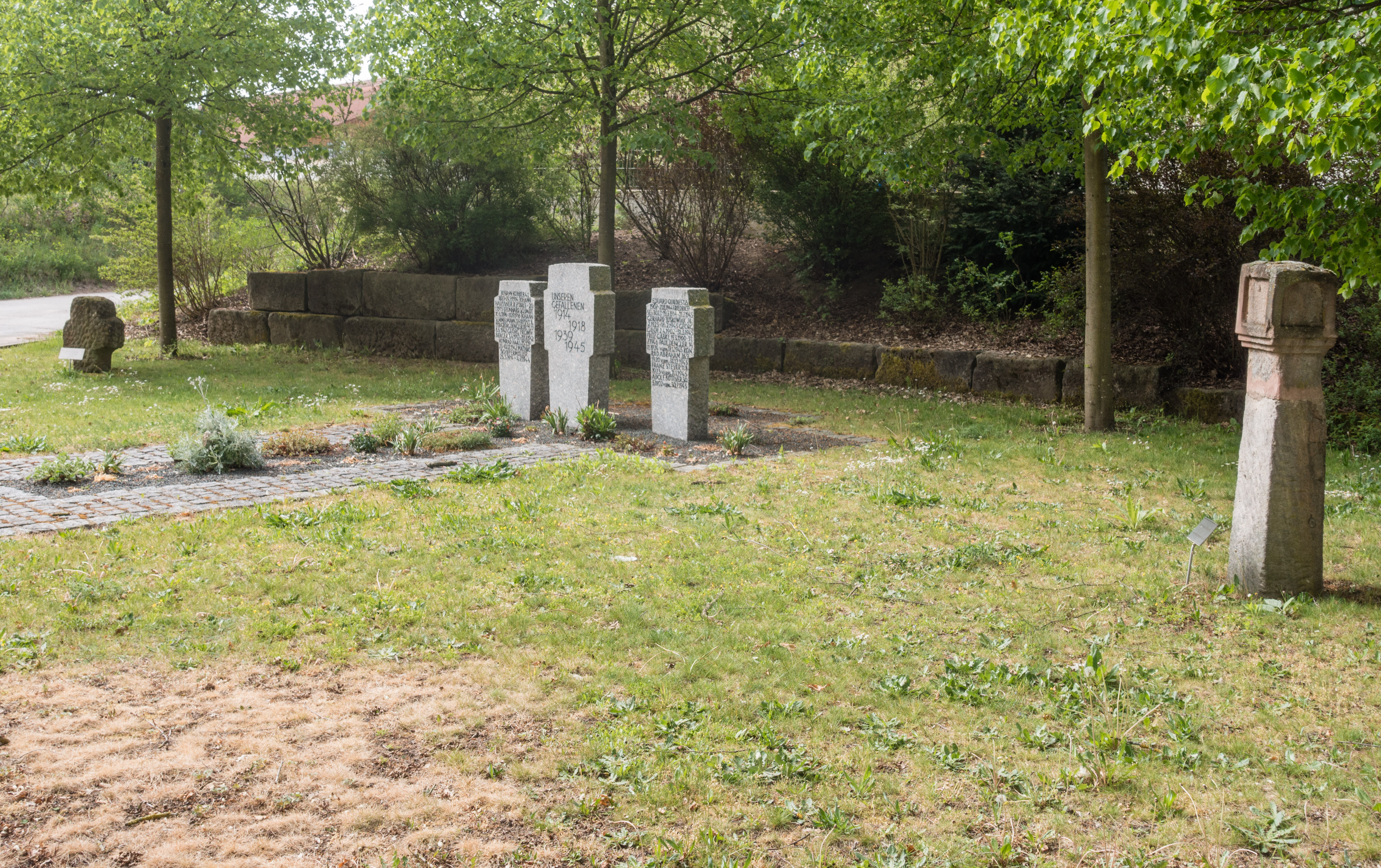
Blick auf den Standort im Mai 2020

In der Grünanlage steht auch eine historische Martersäule (Bildstock). Das Kleindenkmal besteht aus Sandstein und hat die Abmessungen 137 × 42 × 28 cm. Das Bildhäuschen wurde wohl im 18. Jahrhundert erneuert. Eine Bruchkante wurde neuzeitlich ausgebessert und verfugt. Bilder in der Ädikula fehlen und sind abgängig. Der Bildstock ist vorreformatorisch. Mit der Reformation (1517–1648) wurden in Nürnberg und seinem Umland ab 1525 keine Bildstöcke mehr aufgestellt. Am  Standort ist eine Tafel mit der Aufschrift „Bildstock (Materl) vorreformatorisch“ aufgestellt.
Der Bildstock ist vom Bayerischen Landesamt für Denkmalpflege als Baudenkmal (D-5-76-151-79) ausgewiesen.